# Robinsonia willingi
Robinsonia willingi là một loài bướm đêm thuộc phân họ Arctiinae, họ Erebidae.